# Jordforbindelse
 For alternative betydninger, se Jord (flertydig). (Se også artikler, som begynder med Jord)
Jordforbindelse, jording eller blot jord betyder, at du forbinder dit apparat elektrisk til jorden. Der går groft sagt en ledning fra din stikkontakt ud til et jordspyd eller lignende installation.
En jordforbindelse bidrager til at en eventuel fejlstrøm ledes effektivt væk og mindsker derved både risikoen for at fejlstrømmen løber gennem et nærværende menneske og tiden det tager for at fejlstrømmen detekteres af et fejlstrømsrelæ, så strømmen afbrydes.[kilde mangler]
Det er især af stor betydning, at el-installationer i vådrum er forbundet til jord, hvis der skulle komme vand i maskinerne, mens de er i brug. I så fald er der meget stor sandsynlighed for, at fejlstrømsrelæet slår fra og dermed beskytter imod stærkstrøm. Musikere og hifi-entusiaster benytter også gerne jord, både af sikkerhedsmæssige årsager, og fordi det fjerner brum og anden netstøj.
En radio blev især tidligere også forbundet til jord for at øge virkningen af antennen. Antennen kan også jordes ved tordenvejr for at mindske risikoen ved lynnedslag i eller nær antennen. Særlige antenneomskiftere var gerne monteret på vinduesrammen, hvor antennen blev ledt ind. Jord er især vigtig ved radiosendere. I nogle tilfælde benytter man en erstatning for jord, et ground plane.